# Schelderbach
Schelderbach là một sông nhỏ ở Nordrhein-Westfalen, Đức. Nó chảy đến sông Gosenbach gần Siegen.